# كتاب (يريم)
كتاب هي إحدى قرى عزلة ارياب بمديرية يريم التابعة لمحافظة إب، بلغ تعداد سكانها 4690 نسمة حسب تعداد اليمن لعام 2004.